# DE-CIX
DE-CIX (German Commercial Internet Exchange; DE este numele domeniului superior TLD pentru Germania, care la rândul lui provine de la numele Germaniei Deutschland) este un Internet Exchange înființat în 1995 în Frankfurt, Germania. It is the largest exchange point worldwide in terms of peak traffic with a maximum throughput of more than 5 terabits per second.